# ФК Кешла
„Кешла“ (Кишлъ, Кешлъ; на азербайджански: Keşlə) — азербайджански професионалeн футболeн клуб от селището от градски тип Кешла, влизащо в Низамински район Баку. Играе в Премиер лигата, която печели два пъти през 2007 и 2010 години.

## Предишни имена
- Хазар Университети 1997-2004
- Интер ПИК 2004-2018
- Кешла 2018...

## Успехи
- Премиер лига:
  -  Шампион (2): 2007-08, 2009-10
- Купа на Азербайджан:
  -  Носител (1): 2020/21

## Български футболисти
- Свилен Симеонов: 2007/09 - (21 мача - 0 гола)
- Георги Владимиров: 2007/08 - (11 мача - 2 гола)
- Петър Златинов: 2008/13 - (107 мача - 14 гола)
- Георги Цингов: 2010 - (21 мача - 0 гола)
- Еньо Кръстовчев: 2011/12 - (15 мача - 1 гол)
- Живко Желев: 2010 (есен)- (1 мача - 0 гола)
- Даниел Генов: 2010/13 - (28 мача - 2 гола)

## Известни футболисти
- Фелипе Машадо